# كارلا يونس
كارلا يونس (-) مغنية وإعلامية لبنانية.

## حياتها الخاصة
ولدت في الكويت، درست التمثيل كانت تحب المسرح الإنجليزي، تجيد اللغة الإنجليزية، خريجة الكونسيرفاتوار (المعهد الموسيقي للفنون) حيث تعلمت الغناء الشرقي والعزف على آلة العود.

## مشوارها المهني

### انطلاقتها في الغناء
بدأت مشوارها الغنائي في العام 1999 عندما شاركت في برنامج ستديو الفن على شاشة ال بي سي عن فئة الاغاني الشعبية اللبنانية، بعدها احيت عدة حفلات غنائية إلى جانب كل من وائل كفوري باسم فغالي في الكويت سوريا وفنزويلا وأخيرا شاركت في احياء مهرجانات ميروبا على مدرج ميروبا السياحي.
عام 2001 أصدرت أغنيتها الأولى قمر الليالي من كلمات خالد تاج الدين والحان عمرو مصطفى وتوزيع إيلي العليا، بعدها اختارها المخرج التلفزيوني سيمون أسمر ، لتكون محور مسابقة تصوير أفضل فيديو كليب عن محافظة الشمال في برنامج ستديو الفن فقامت بإخراجها  ميشلين حاتم الدمعة 
توقفت عن الفناء عام 2002 لعدم تغرغها ووجود عمل مناسب تقدمه

### انتقالها لتقديم البرامج
عادت عام 2004 لتقدم برنامج روتانا كافيه الشبابي على شاشة روتانا موسيقى حتى العام 2008، إنتقلت بعدها لدولة قطر للعمل في شركة إعلانات لكنها لم تكن سعيدة في عملها فعادت إلى لبنان بعد ثلاثة سنوات 
عام 2011 عادت لتقدم برنامج حلوة ومرة الذي تحول فيما بعد لحلوة بيروت حتى انفصال LBCI عن ال بي سي الفضائية اللبنانية ، بعدها تحول البرنامج إلى  حلوة الحياة ،في شهر رمضان 2012 قدمت برنامج كول وشكور  على شاشة المؤسسة اللبنانية للإرسال كانت تجول فيه المناطق اللبنانية تعرف المشاهدين على وجبة جديدة في رحلة سياحية فنية
في نهاية العام 2012 قدمت حفلة رأس السنة على ال بي سي
في يناير عام 2015 قدمت البرنامج الصباحي الإذاعي صباحو كارلا على إذاعة الجديد اف ام
عادت في نوفمبر 2015 بعدها إلى شاشة LBCI لتقدم برنامج بتحلى الحياة مع المنتجة رولا سعد 

## البرامج التي قدمتها
| البرنامج              | القناة             | العام            |
| --------------------- | ------------------ | ---------------- |
| روتانا كافيه          | روتانا موسيقى      | 2004-2008        |
| حلوة ومرة ،حلوة بيروت | ال بي سي           | 2011-2010        |
| حلوة الحياة           | ال بي سي           | 2012-2013        |
| كول وشكور             | ال بي سي           | 2012             |
| حفلة رأس السنة2012    | ال بي سي           | 2012             |
| صباحو كارلا           | الجديد أف أم       | يناير 2015       |
| بتحلى الحياة          | ال بي سي ،ال دي سي | نوفمبر 2015-2017 |